# Rhopalia bequaerti
Rhopalia bequaerti is een vliegensoort uit de familie Mydidae. De wetenschappelijke naam van de soort is voor het eerst geldig gepubliceerd in 1970 door Lyneborg.
De soort komt voor in Afghanistan en Iran.